# Умбертиде
Умбе́ртиде (итал. Umbertide) — коммуна в Италии, располагается в области Умбрия, подчиняется административному центру Перуджа.
Население составляет 15 603 человека (на 2004 г.), плотность населения составляет 78 чел./км². Занимает площадь 200 км². 
Почтовый индекс — 6019. Телефонный код — 075.
Покровительницей коммуны почитается Пресвятая Богородица (Madonna della Reggia), день памяти ежегодно отмечается 8 сентября.